# ميراغوان
ميراغوان هي بلدية من بلديات هايتي. وهي عاصمة إدارة نيبيس يبلغ عدد سكانها 56,864 نسمة وذلك حسب إحصائيات سنة 2009. تبلغ مساحتها 185.87 كم².

## أعلام
- أوزفالدو جيانتي
- فرناند هيبرت